# اللغات الألغونكوية
اللغات الألغونكوية (بالإنجليزية: Algonquian languages أو Algonkian) هي تحت عائلة من اللغات الأصلية الأمريكية تضم معظم اللغات التابعة إلى عائلة الألجيك. يختلف اسم عائلة اللغات الألغونكوية عن الاسم المشابه له إملائيًا للهجة الألغونكين (Algonquin) التابعة للغة أوجيبوي الأصلية (تشيبيوا)، وهي تتبع لعائلة اللغات الألغونكوية. يقترح البعض أن مصطلح «ألغونكوي» مشتق من الكلمة الماليسيتية (Maliseet) « elakómkwik»، التي تعني «هم أقرباؤنا / حلفاؤنا». لقد انقرض عدد من اللغات الألغونكوية، حالها في ذلك حال العديد من اللغات الأمريكية الأصلية.
يتوزع المتحدثون باللغات الألغونكوية من الساحل الشرقي لأمريكا الشمالية وصولًا إلى جبال الروكي. كانت اللغة البدائية التي تتحدر منها كل لغات العائلة، «الألغونكوية البدائية»، محكيةً منذ نحو 2,500 إلى 3,000 عام، وما من إجماع علمي حول الأماكن التي كان سكانها يتحدثون بهذه اللغة.

## تقسيم العائلة
تُقسّم تحت العائلة المكونة من نحو 30 لغة إلى ثلاث مجموعات وفقًا لتوزعها الجغرافي: الألغونكوية السهلية والألغونكوية الوسطى والألغونكوية الشرقية، ومن بين هذه المجموعات الثلاث، الألغونكوية الشرقية هي فقط التي تشكل مجموعة فرعية حقيقية مرتبطة بالنسب.
وُضعت اللغات الواردة في القائمة التالية حسب تصنيفات العلماء غودارد (1996) وميثون (1999). وحُددت اللغات المنقرضة بعلامة †، مع الإشارة إلى اللغات المهددة بالانقراض.
ألغونكوية سهلية:
1. بلاكفوت
أراباهوية (وتضم ناواثينيهينا (†) وبيساوونينا (†))
2. اللغة الأراباهوية
3. غروس فينتري (†)
4. الشايانية
الألغونكوية الوسطى
5. كري–مونتاغنيه–ناسكابي
6. مينومينية (مهددة بالانقراض بشدة)
أوجيبوي-بوتاواتومي
7. أوجيبوي
8. بوتاواتومي (شبه منقرضة)
9. سوك-فوكس-كيكابو (مهددة بالانقراض بشدة)
10. شاوني (مهددة بالانقراض بشدة)
11. ميامي-إلينوي (†)
الألغونكوية الشرقية
12. ميغماك
أبيناكي
13. أبيناكي الغربية (شبه منقرضة)
14. أبيناكي الشرقية (†)
15. ماليسيتي باساماكودي
16. ماساتشوست
17. ناراغانسيت (†)
18. موهيغان–بيكوت (†)
19. كيريبي-نوغاتوك-أونكواتشوغ (†)
20. ماهيكان (†)
ديلاويرية
21. مونسي (شبه منقرضة)
22. أونامي (†)
23. نانتيكوك–بيسكاتاواي (†)
24. ألغونكوية كارولينا (†)
25. باوهاتان (†)
26. إيتشيمين (†) (غير مؤكد)
27. لوب أ. (†) (على الأرجح نيبموك (†)، غير مؤكد)
28. لوب ب. (†) (غير مؤكد)
29. شينيكوك (†) (غير مؤكد)

### المجموعات الفرعية
تُعدّ الألغونكوية الشرقية تحت مجموعة متصلة بنسب حقيقية. لكن لا تعَد مجموعتا ألغونكوية السهول والألغونكوية المركزية مجموعتين متصلتين بالنسب بل تعَدّان مجموعتان متصلتان بالمنطقة الجغرافية بالأحرى. بالرغم من أن هذه المجموعات المتصلة بالمنطقة الجغرافية عادة ما تتشارك بخصائص لسانية، يُعزى ذلك إلى الاتصال اللغوي. لقد عارض بول برولكس هذا الرأي التقليدي، فقال إن الألغونكوية المركزية (التي اعتبر لغات ألغونكوية السهول من ضمنها) تحت مجموعة متصلة بالنسب، وإن الألغونكوية الشرقية تتألف من عدة تحت مجموعات مختلفة. بيد أن هذا المخطط التصنيفي فشل في الحصول على قبول المختصين باللغات الألغونكوية.
بدلًا عن ذلك، فتصنيف تحت المجموعات المقبول على نطاق واسع هو الذي اقترحه العالم إيفز غودارد (1994). يقوم جوهر هذا الاقتراح على أن اللغة الألغونكوية البدائية نشأت بين السكان في الغرب، ربما في منطقة الهضبة في أيداهو وأوريغون أو في الحدود بين جبال روكي والسهول الكبرى في مونتانا، ثم انتشرت شرقًا، موزِعةً تحت مجموعات مع هجرة الناطقين بها. ووفقًا لهذا السيناريو، تكون بلاكفوت أول لغة تتفرع عنها، وهذا يتفق مع كونها الأكثر اختلافًا بين اللغات الألغونكوية. فحسب الترتيب من الغرب إلى الشرق، كانت التفرعات اللاحقة على الشكل التالي:
- أراباهو غروس فينتري، كري مونتاغنيس، مينوميني، الشايانية.
- ثم لغات البحيرات العظمى الأساسية: (أوجيبوي بوتاواتومي، شاوني، سوك فوكس كيكابو، ميامي إلينوي).
- وأخيرًا، الألغونكوية الشرقية البدائية.

يُعد هذا البناء التاريخي الأكثرَ مطابقة لمستويات التباعد التي تلاحَظ ضمن العائلة، إذ توجد أكثر اللغات اختلافًا في أقصى الغرب (بما أنها شكّلت التفرعات الأولى خلال الهجرة الشرقية)، بينما توجد اللغات التي بينها أقل الفروق باتجاه الشرق (الألغونكوية الشرقية وربما المركزية الأساسية). وقد أشار غودارد أيضًا إلى وجود دليل واضح على الاتصال ما قبل التاريخي بين الألغونكوية الشرقية وكري مونتاغنيس، إلى جانب الاتصال بين الشايانية وأراباهو غروس فينتري. لطالما كان ثمة تأثير واسع خاص بالاتجاهين بين لغة كري ولغة أوجيبوي.
لقد اقتُرح أن لغات «البحيرات العظمى الشرقية» -التي سماها غودارد «المركزية الأساسية»، مثل أوجيبوي بوتاواتومي وشاوني وسوك فوكس كيكابو وميامي إلينوي (لكن ليس كري مونتاغنيس أو مينوميني)- ربما يكون لها تصنيفها المتصل بالنسب مع الألغونكوية هي الأخرى؛ إذ تتشارك بابتكارات مفرداتية وصوتية محددة. غير أن هذه النظرية لم تُدرس بتفاصيل كاملة بعد، وما زالت تعتبَر حدسية.
يُقال أحيانًا إن اللغات الألغونكوية تضم لغة بيوثوك المنقرضة التي سادت في نيوفندلاند، والتي كان المتحدثون بها قريبين جغرافيًا من متحدثي اللغات الألغونكوية وتشاركوا بالحمض النووي مع قبائل ميغماك من بينهم. غير أن الأدلة اللسانية نادرة وضعيفة التوثيق، ومن المستبعد العثور على دليل موثوق على هذا الاتصال.

## وصلات خارجية
- عائلة اللغات الألغونكوية (بالإنجليزية)